# Zmijke
Ophichthidae (Zmijke), porodica riba it reda jeguljki koji naziv dobiva po svome zmijilokom obliku. Sastoji se od 59 rodova s 308 vrsta.
Zmijke su rasprostranjene po svim vodama, morskoj, slatkoj i bočatoj. Većina vrsta provodi vrijeme ukopane u pijesak gdje čekaju da ulove manje ribe i rakove.
Prva vrsta unutar ove porodice koja je opisana je Ophichthus ophis (Linnaeus, 1758) po kojoj su porodica i rod dobili ime, a iste godine opisane su i Apterichtus caecus i Echelus myrus.

## Rodovi
1. Rod Ahlia
2. Rod Allips
3. Rod Aplatophis
4. Rod Aprognathodon
5. Rod Apterichtus
6. Rod Asarcenchelys
7. Rod Bascanichthys
8. Rod Benthenchelys
9. Rod Brachysomophis
10. Rod Caecula
11. Rod Callechelys
12. Rod Caralophia
13. Rod Cirrhimuraena
14. Rod Cirricaecula
15. Rod Dalophis
16. Rod Echelus
17. Rod Echiophis
18. Rod Ethadophis
19. Rod Evips
20. Rod Glenoglossa
21. Rod Gordiichthys
22. Rod Hemerorhinus
23. Rod Herpetoichthys
24. Rod Hyphalophis
25. Rod Ichthyapus
26. Rod Kertomichthys
27. Rod Lamnostoma
28. Rod Leiuranus
29. Rod Leptenchelys
30. Rod Leptocephalus
31. Rod Letharchus
32. Rod Lethogoleos
33. Rod Leuropharus
34. Rod Luthulenchelys
35. Rod Malvoliophis
36. Rod Mixomyrophis
37. Rod Muraenichthys
38. Rod Myrichthys
39. Rod Myrophis
40. Rod Mystriophis
41. Rod Neenchelys
42. Rod Ophichthus
43. Rod Ophisurus
44. Rod Paraletharchus
45. Rod Phaenomonas
46. Rod Phyllophichthus
47. Rod Pisodonophis
48. Rod Pseudomyrophis
49. Rod Quassiremus
50. Rod Rhinophichthus
51. Rod Schismorhynchus
52. Rod Schultzidia
53. Rod Scolecenchelys
54. Rod Scytalichthys
55. Rod Skythrenchelys
56. Rod Stictorhinus
57. Rod Xestochilus
58. Rod Xyrias
59. Rod Yirrkala